# Província d'Antonio Quijarro

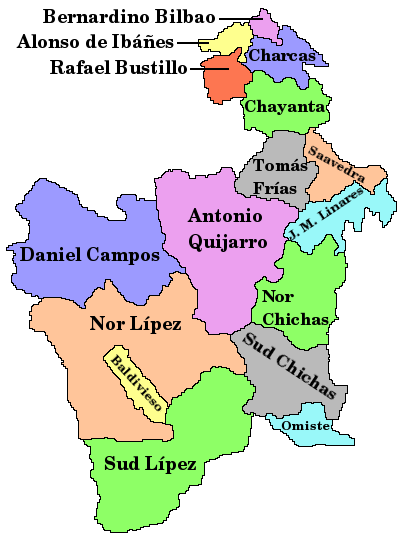
Les províncies del Departament de Potosí

La província d'Antonio Quijarro  és una de les 16 províncies del Departament de Potosí, a Bolívia. La seva capital és Uyuni.